# Antoni Escofet Pascual
Antoni Escofet Pascual (Vilanova i la Geltrú, 15 d'octubre de 1880 - Mèxic, 22 de maig de 1951) va ser administratiu i alcalde de l'Ajuntament de Vilanova i la Geltrú el 1934.
Estudià per teixidor a l'Escola Industrial fins que entrà a treballar com a funcionari administratiu a l'Ajuntament de Vilanova i la Geltrú. Vinculat des dels anys 1910 al Partit Federal de Vilanova, amb l'adveniment de la República s'adherí a ERC. En les eleccions municipals del 14 de gener de 1934 fou elegit alcalde.
Arràn dels fets d'octubre del 1934 fou cessat, detingut i empresonat fins al 1935 que es reintegrà a l'Ajuntament en llibertat condicional i, amb el triomf del Front d'Esquerres a les eleccions del febrer de 1936, reprengué l'alcaldia.
En la seva obra de govern destaca l'impuls del grup escolar i la pavimentació del passeig central.
Durant la Guerra Civil continuà a l'Ajuntament com a secretari i un cop acabada s'exilià a França i posteriorment a Mèxic on morí de malaltia.
En la seva faceta social i intel·lectual fou membre fundador de l'Associació d'Alumnes Obrers que aplegava alumnes de l'Escola Industrial en foment de la cultura popular i desenvolupà diverses responsabilitats en l'Ateneu local. També fou redactor de Democràcia i del Diari de Vilanova. Desde l'exili col·laborà en la creació de xarxes de suport als exiliats com Unitat Vilanovina, o el Secretariat de Relacions dels Vilanovins a l'Exili, i amb l'Orfeó Català.